# Vinnie Vincent Invasion (Album)
Vinnie Vincent Invasion ist das 1986 veröffentlichte Debütalbum der gleichnamigen US-amerikanischen Glam-Metal-Band Vinnie Vincent Invasion.

## Hintergrund
Vinnie Vincent hatte 1983 Ace Frehley bei Kiss ersetzt und mit der Gruppe das Album Lick It Up aufgenommen. Vincent wurde wegen verschiedener Extravaganzen, die er sich bei den europäischen Konzerten der „Lick It Up“-Tour leistete, am 25. November 1983 entlassen. Aufgrund verschiedener Umstände wurde er erneut engagiert, unterschrieb jedoch keinen neuen Vertrag. Ihm wurden Verhaltensregeln für Auftritte in der Öffentlichkeit (Konzerte, Presse etc.) auferlegt, die Tournee wurde mit ihm ab dem 26. Dezember 1983 in den USA fortgesetzt. Vincent hielt sich zunächst an die Absprachen, brach sie in der Folge jedoch nach und nach wieder. Um die Kontrolle über die von ihnen gegründete Gruppe behalten zu können, beendeten Gene Simmons und Paul Stanley daher die Zusammenarbeit nach dem Ende der Tournee am 17. März 1984. Stanley gab dazu an, man könne „nicht in eine Band einsteigen, die schon so viele Jahre erfolgreich ist, und auf einmal verlangen, daß die gesamte Mannschaft nach deiner Pfeife tanzt.“
Vincent gründete nach seiner Zeit bei Kiss die Gruppe Vinnie Vincent Invasion, für die er unter anderem mit Ex-Journey-Sänger Robert Fleischman einige Demos aufnahm, die zu einem Vertrag über vier Millionen US-Dollar und acht Alben mit der Plattenfirma Chrysalis führten, den Vincent jedoch auf seinen Namen abschloss. Zur Gruppe gehörten neben Fleischman und Vinnie Vincent noch Dana Strum (Bass) und Bobby Rock (Schlagzeug).
Besonderes Merkmal der 1986 erschienenen ersten Platte seiner neuen Band, die recht schnell in den Billboard 200 notiert wurde, waren die sehr schnellen Gitarrensoli und die markante Falsett-Stimme Fleischmans, der jedoch nach der Veröffentlichung des Albums durch Mark Slaughter ersetzt wurde.
Aus dem Album wurden zwei Singles ausgekoppelt: Boyz Are Gonna Rock und Back on the Streets, das bereits zu Zeiten bei Kiss entstanden war. Für Boyz Are Gonna Rock wurde auch ein Videoclip gedreht, in dem bereits der neue Sänger der Band, Mark Slaughter, zu sehen ist, der zu Robert Fleischmanns Gesangsspur die Lippen bewegt. Back on the Streets wurde von John Norum auf seinem Debütalbum Total Control gecovert.

## Titelliste
1. 4:52 – Boyz Are Gonna Rock (Vincent)
2. 4:42 – Shoot You Full of Love (Vincent)
3. 3:50 – No Substitute (Vincent)
4. 5:30 – Animal (Vincent)
5. 4:46 – Twisted (Vincent)
6. 3:21 – Do You Wanna Make Love (Fleischman, Vincent)
7. 4:47 – Back on the Streets (Freeman, Friedman, Vincent)
8. 4:34 – I Wanna Be Your Victim (Vincent)
9. 3:41 – Baby-O (Vincent)
10. 7:49 – Invasion (Fleischman, Vincent)

## Rezeption
Das Debütalbum der Gruppe erreichte Platz 64 der Billboard-200-Charts und hielt sich dort 14 Wochen.